# Hōjō Ujitada
 (août 2017).
Si vous disposez d'ouvrages ou d'articles de référence ou si vous connaissez des sites web de qualité traitant du thème abordé ici, merci de compléter l'article en donnant les références utiles à sa vérifiabilité et en les liant à la section « Notes et références ».
Hōjō Ujitada est un nom japonais traditionnel ; le nom de famille (ou le nom d'école), Hōjō, précède donc le prénom (ou le nom d'artiste) Ujitada.
Hōjō Ujitada (, entre 1545 et 1552-1593) est un samouraï de l'époque Sengoku au Japon et le cinquième fils du daimyo Hōjō Ujiyasu.

## Biographie
Il est le cinquième fils de Hōjō Ujiyasu, un puissant daimyō dans la région de Sagami au Kantō ; sa mère est inconnue. Il est adopté par Sano Sotsuna et épouse sa fille Nosan'in avec qui il a une fille, Himeji.
En 1590, Toyotomi Hideyoshi a presque le contrôle total du pays, les seuls opposants restants sont les Hojo. Le frère de Ujitada, Ujimasa ne voulant pas se rendre, Hideyoshi et ses hommes assiègent le château d'Odawara. Après la destruction des Hojo en [Quand ?], Ujitada a le droit de garder les terres de son père adoptif. Toutefois, il meurt l'année suivante et confie sa femme et sa fille à Mōri Terumoto. Nosan'in meurt en 1630, sa fille épouse un vassal du clan Mōri.

## Famille
- Père : Hōjō Ujiyasu, fils de Hōjō Ujitsuna.
- Mère : inconnue.
- Frères :
  - Hōjō Ujimasa ;
  - Hōjō Ujiteru ;
  - Hōjō Ujikuni ;
  - Hōjō Ujinori ;
  - Uesugi Kagetora ;
  - Hōjō Ujimitsu.
- Sœurs :
  - Dame Hayakawa, épouse Imagawa Ujizane ;
  - Dame Hojo (Shizuka ou Keirin-in), épouse Takeda Katsuyori ;
  - Nanamagari-dono , épouse Ujishige Hojo.

- Femme :
  - Nosan'in, fille de Sano Sotsuna.

- Enfants :
  - Himeji, épouse un vassal du clan Mori.